# Maria van Cortlandt
Maria van Cortlandt (Nieuw-Amsterdam, 20 juli 1645 – 24 januari 1689) was van 1678 tot 1687 waarnemend patroon van de kolonie Rensselaerswijck in Nieuw-Nederland.

## Biografie
Maria werd in 1645 geboren als dochter van de koopman Olof Stevensz. van Cortlandt, die later burgemeester van Nieuw-Amsterdam/New York werd, en Anna Loockermans. Het gezin telde nog zes andere kinderen. Op zestienjarige leeftijd trouwde Maria met de dertien jaar oudere Jeremias van Rensselaer, zoon van Kiliaen van Rensselaer. Het paar vestigde zich in Beverwijck (het tegenwoordige Albany) en kreeg er zes kinderen. Maria had diverse problemen met de gezondheid en raakte deels verlamd bij de geboorte van haar jongste kind in 1674.
Hetzelfde jaar overleed haar echtgenoot, en diens neefje Kiliaen erfde Rensselaerswijck. Omdat Kiliaen minderjarig was, trad zijn oom Nicolaas op als voogd en deze was formeel de nieuwe patroon. In feite bestuurde Maria echter de kolonie. Ze liet onroerende goederen renoveren en sloot pachtcontracten af. Ook kocht en verkocht ze graan, land en vee. 
Na het overlijden van Nicolaas in 1678 werd de supervisie van Rensselaerswijck aan Maria gelaten. Hetzelfde jaar trouwde haar secretaris met de weduwe van Nicolaas en eiste een deel van de kolonie op. Deze kwestie werd uiteindelijk in 1685 geschikt. Twee jaar daarna overleed de erfgenaam Kiliaen en ging het bezit van de kolonie over op Maria's oudste zoon, eveneens Kiliaen geheten. Maria overleed in 1689, op 43-jarige leeftijd.
Haar broer, Stephanus Van Cortlandt, was de 10de burgemeester van New York en daarbij de eerste burgemeester die aldaar geboren was.

## Trivia
- Een rekening van een bakker uit 1675, gericht aan Maria van Rensselaer, bevat de oudste vermelding van Sinterklaas op Amerikaanse bodem. Maria had voor 2 gulden en 10 stuivers aan "sunterclaesgoet" besteld.[3]